# Dérassi
Dérassi est l'un des six arrondissements de la commune de Kalalé dans le département du Borgou au Bénin.

## Géographie
L'arrondissement de Dérassi est situé au nord-est du Bénin et compte 6 villages que sont Alafiarou II, Derassi, Guiri Gando, Kakatenin, Mareguita et Matchore.

## Démographie
Selon le recensement de la population de 2013 conduit par l'Institut national de la statistique et de l'analyse économique (INSAE), Dérassi compte 19861 habitants  .